# Uniwersytet Nowej Anglii
Uniwersytet Nowej Anglii (ang. University of New England) – australijska uczelnia państwowa w Armidale w stanie Nowa Południowa Walia. Jej nazwa pochodzi od regionu New England (Nowa Anglia), w którym się znajduje.